# Přebor Olomouckého kraje 2018/2019
V soubojích 28. ročníku Přeboru Olomouckého kraje 2018/19 (jedna ze skupin 5. fotbalové ligy) se utká 16 týmů každý s každým dvoukolovým systémem podzim–jaro. Tento ročník začal v sobotu 4. srpna 2018 úvodními třemi zápasy 1. kola a skončí v červnu 2019.

## Nové týmy v sezoně 2018/19
- Z MSFL 2017/18 sestoupilo mužstvo FK Mohelnice a podalo přihlášku o dvě soutěže níže do Přeboru Olomouckého kraje.
- Z Divize E 2017/18 sestoupila do Olomouckého krajského přeboru mužstva FK Šternberk a FK Jeseník.
- Ze skupin I. A třídy Olomouckého kraje 2017/18 postoupila mužstva TJ Tatran Litovel (vítěz skupiny A) a TJ Sokol Opatovice (vítěz skupiny B).

## Nejlepší střelec
Bude doplněn po skončení ročníku.

## Konečná tabulka
Bude doplněna po skončení ročníku.
|  | Postup do Divize E 2019/20                             |
|  | Sestup do I. A třídy Olomouckého kraje - sk. A 2019/20 |
|  | Sestup do I. A třídy Olomouckého kraje - sk. B 2019/20 |